# Kingvasion
Kingvasion ist das Debütalbum des deutschen Rappers King Eazy. Es erschien am 27. Januar 2017 über das Label Punchline.

## Titelliste
1. Revolution
2. Legende
3. Bugatti
4. Wir machen's (feat. BumA)
5. Hölle
6. Im Block (feat. BumA und Casual 75)
7. Keine Zeit
8. Kalash (feat. Casual 75)
9. Aus’m Norden
10. Nie genug
11. Keine Prinzessin
12. Freiheit
13. Heiss & Fettig (feat. BumA und Casual 75)
14. KFC (feat. Casual 75)
15. Erinnerungen
16. Sonnenuntergang
17. Ich bin stolz
18. Egal was ihr sagt (Bonus-Titel)
19. Autoscooter (Bonus-Titel)
20. Roll It Up (Bonus-Titel)
21. Rich as Fuck (Bonus-Titel)
22. Illegal (feat. BumA) (Bonus-Titel)
23. Wer ich bin (Bonus-Titel)

## Vermarktung
Zeitgleich zur Ankündigung des Debütalbums von King Eazy wurde das Musikvideo Keine Zeit veröffentlicht. Dieses stellte zudem sein Finalbeitrag des Online-Turniers F!ck-dein-Rap dar. Am 9. Dezember 2016 folgte die zweite Videoauskoppelung Im Block, eine Zusammenarbeit mit Casual 75 und BumA. Als Teil des Online-Formats Halt die Fresse wurde das Stück Sonnenuntergang veröffentlicht. Ende Dezember 2016 erschien das vierte Video zum Song KFC. Nachdem die ersten Musikvideos über den Kanal Aggro.TV veröffentlicht worden waren, folgte Wir machen's über Eazys eigenen Youtube-Kanal kinXizeTV. Am Veröffentlichungsdatum des Albums erschien mit Nie genug ein weiteres Video über Aggro.TV. Ende Februar folgte das unter der Regie von Farhad Tahir gedrehte Musikvideo Aus’m Norden.
Neben der Veröffentlichung von Musikvideos erschienen auch Auszüge des Albums im Vorfeld. So wurde Mitte Januar das Lied Legende veröffentlicht. Am 20. Januar erschien ein Snippet, in dem die Stücke aus Kingvasion ausschnittartig präsentiert werden.

## Versionen
Kingvasion erschien in zwei verschiedenen Versionen. Neben der 17 Stücke umfassenden Standardversion wurde eine limitierte „Premium Box“ veröffentlicht. In dieser sind die Standardversion des Albums sowie eine Kingvasion-Bonus-EP und das bereits 2016 erschienene Mixtape Highlife enthalten. Des Weiteren wird die Box um ein T-Shirt und drei Sticker ergänzt.

## Kritik
Die Redakteure des Backspin Hip Hop Magazins bewerteten Kingvasion im Durchschnitt mit 4,9 von 10 Punkten. So lobt Anna S. den „runden Soundrahmen“, dem King Eazy „mit seiner massiven Stimme einen eingängigen Klang“ verleihe. Mithilfe der „immer wiederkehrenden Autotune-Einspieler“ gelinge es dem Rapper „die recht düstere Atmosphäre“ aufzubrechen. Im Gegensatz dazu kritisiert Redakteurin Sara, dass Autotune „wesentlich besser“ umgesetzt werden könnte. Auch lyrisch handele es sich um „keine bahnbrechende Glanzleistung.“ Aus Sicht der Redakteurin Teresa sei die Themenauswahl „sehr vorhersehbar“ gewesen. Yannick H. erinnern sowohl der Rapstil als auch die Beats an die 187 Strassenbande. Während der „Trap-Sound“ überzeuge, kämen „Themen à la Mariuhana-Konsum und der Geschlechtsakt mit Frauen […] nicht sonderlich neu daher.“ Der Redakteur David bemängelt angesichts der „stolze[n] Laufzeit“ von „eineinhalb Stunden“ den geringen Abwechslungsreichtum. Trotz seiner Fähigkeit zu flowen könne sich Eazy laut Yannick W. „im Vergleich zu den Newcomern, die Deutschrap aktuell zu bieten ha[be], […] nicht unbedingt hervortun.“